# Água Fria (Bahia)
Água Fria, amtlich Município de Água Fria (deutsch: kaltes Wasser) ist eine Gemeinde im Bundesstaat Bahia, Brasilien. Die Entfernung zur Hauptstadt Salvador beträgt rund 146 km.
Umliegende Orte sind Irará, Santanópolis, Ouriçangas, Aramari, Inhambupe, Sátiro Dias, Lamarão und Biritinga.

## Geschichte
Die Besiedlungsgeschichte ist eng mit dem Kapitanat Bahia und der Erschließung des Hinterlandes von Salvador verbunden. Bereits mit königlichem Erlass vom 11. April 1718 wurde ein Kirchenbezirk Freguesia de São João Batista de Água Fria geschaffen, mit königlicher Order vom 28. April 1727 die Kernsiedlung als Vila de São João Batista de Água Fria. In der Zeit der Provinz Bahia wurde der Status Vila aufgehoben und das Gebiet der Vila de Purificação de Campos zugeschlagen, heute die Stadt Irará, wo es zu einem Distrikt wurde. Am 13. Juli 1962 wurde Água Fria aus Irará ausgegliedert und zu einem selbständigen Munizip erhoben.
Seit 2017 bildet es mit 32 anderen Städten die Região geográfica imediata Feira de Santana. Die Stadt Feira de Santana ist rund 73 km entfernt.

## Kommunalpolitik
Bei der Kommunalwahl 2016 wurde Manoel Alves dos Santos von den Democratas (DEM) für die Amtszeit von 2017 bis 2020 gewählt. Er wurde bei der Kommunalwahl 2020 durch Renan Araújo Barros von der Liberalen Partei für die Amtszeit von 2021 bis 2024 abgelöst.

## Einwohnerentwicklung
| Jahr  | Einwohner |
| ----- | --------- |
| 1991  | 14.145    |
| 1996* | 14.121    |
| 2000  | 14.718    |
| 2007* | 14.810    |
| 2010  | 15.731    |
| 2020* | 17.033    |

Stern = Schätzungen

## Feste
Jährlich findet zum 20. Januar ein Fest für den Schutzpatron São Sebastião mit Umzug statt. Seit 2003 wird zusätzlich auf dem Platz vor der Hauptkirche (Igreja Matriz de Água Fria) ein profanes Fest, das Caju Fest, veranstaltet. Das Fest ist benannt nach der für den Ort wirtschaftlich wichtige Cashew-Nuss, das Musikfestival zieht inzwischen um die 100.000 Besucher aus ganz Bahia an.

## Verkehr
Von Água Fria führt die BA-084 südlich auf die BA-504, die östlich nach Alagoinhas und westlich zum Anschluss an die BR-116 führt mit Verbindung zu Feira de Santana und der Hauptstadt Salvador.